# Slemminge Kirke
Slemminge Kirke er opført af munkesten i munkeforbandt. Kor og kirkeskib er i romansk stil, mens kirketårnet er fra sengotisk tid.

## Eksterne kilder og henvisninger
- Wikimedia Commons har flere filer relateret til Slemminge Kirke
- Slemminge Sogn på www.sogn.dk Arkiveret 11. marts 2007 hos  Wayback Machine
- Slemminge Kirke Arkiveret 31. januar 2011 hos  Wayback Machine hos nordenskirker.dk
- Slemminge Kirke hos KortTilKirken.dk
- Slemminge Kirke hos danmarkskirker.natmus.dk (Danmarks Kirker, Nationalmuseet)